# Mesquita d'al-Azhar
La mesquita d'al-Azhar (àrab: الجامع الأزهر, al-jāmiʿ al-Azhar) és una de les mesquites més importants del Caire des del punt de vista històric, religiós i arquitectònic. Forma part del conjunt conegut com a Caire Històric, declarat Patrimoni de la Humanitat per la UNESCO. Porta el número 97 del catàleg de monuments islàmics gestionat pel Supreme Council of the Antiquities. És al centre de l'antiga ciutat fatimita.

## Història

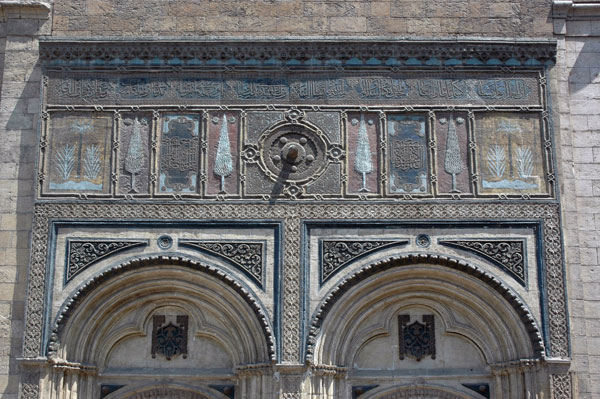
Porta principal d'època otomana

Aquesta és una mesquita d'arquitectura fatimita, la primera fundació d'aquest període (970-972), que en decurs dels segles ha sofert moltes modificacions. Des de la fundació ha funcionat gairebé sempre com a centre d'ensenyament, funció que encara conserva tot i que ara aquesta activitat, que atrau estudiants d'arreu del món, s'ha desplaçat a altres edificis, i la mesquita roman principalment com a centre religiós.
Al-Azhar es va fundar com a mesquita central de la nova ciutat d'al-Qàhira (el Caire). No porta ni el nom del seu fundador, el califa al-Muïzz (952-975), ni el de Jàwhar as-Siqil·lí, el militar que va portar a terme l'establiment de la nova ciutat i de la mesquita, com seria habitual. El califa al-Muïzz va entrar al Caire en el mes de ramadà de 973 i va dirigir la pregària en aquesta mesquita acompanyat de Jàwhar.

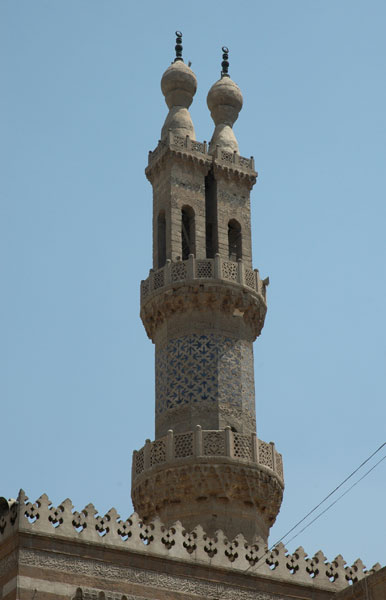
Minaret d'al-Ghawrí
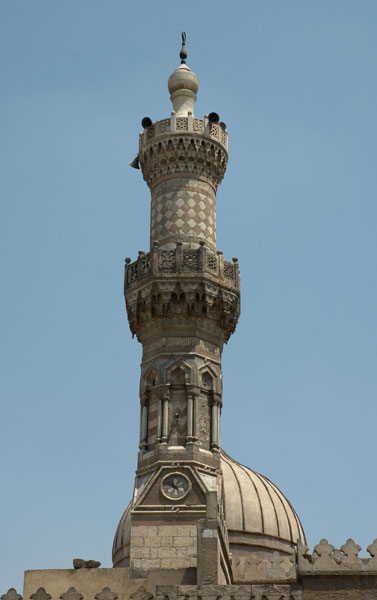
Minaret d'Aqbughà
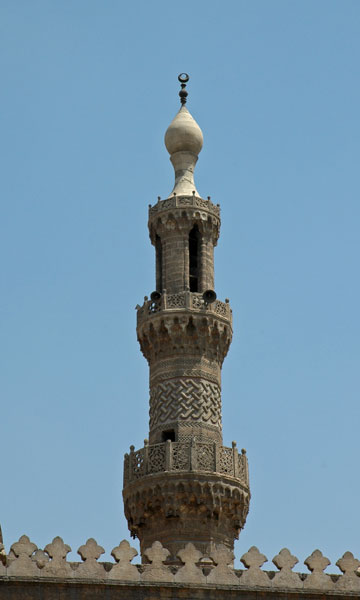
Minaret d'al-Àixraf Qàït-bay

## Universitat

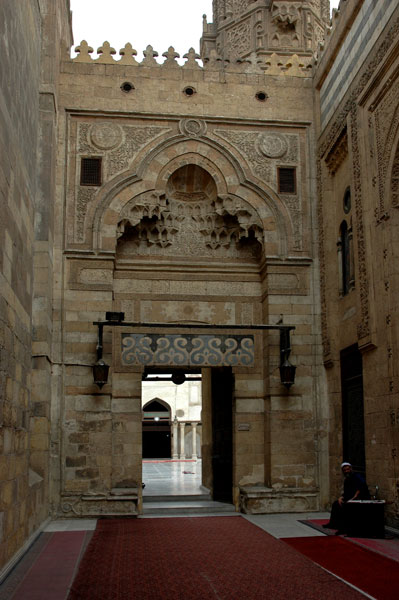
Portal del pati

El 988 es va fundar una escola a la mesquita, i des de llavors al-Azhar fou un important centre d'ensenyament i no únicament religiós. Era un centre xiïta que va passar hores baixes en l'època aiúbida (sunnita) fins que els mamelucs la van tornar a impulsar i és des d'aquella època que gaudeix de renom. Els professors no rebien cap mena de salari per la seva feina, molts d'ells eren pobres o bé tenien altres mitjans de subsistència.
El 1774 l'emir Muhàmmad Abu-dh-Dhàhab va impulsar la prestigiosa biblioteca, creada ja al segle xiv.

## L'edifici

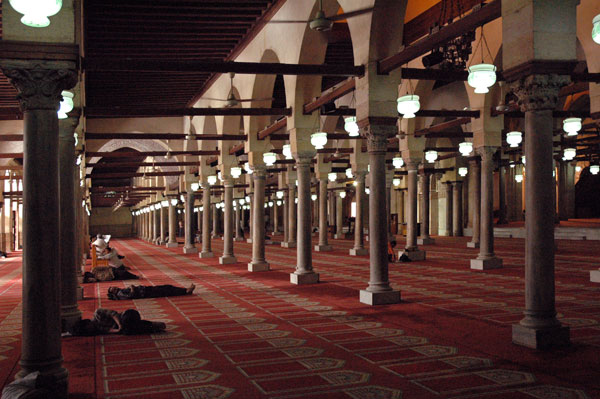
La sala d'oracions

Inicialment la mesquita formava un rectangle de 88 x 70 m, amb un gran pati central amb una sala d'oracions amb cinc naus paral·leles a l'alquibla i una sisena al centre, perpendicular a aquelles i encarada al mihrab. Tenia tres cúpules una sobre el mihrab i les altres dues als extrems de l'alquibla. Els laterals del pati tenien tres naus cada un i el costat de l'entrada (l'oposat a l'alquibla) no en tenia. Les arcades se suporten amb columnes i capitells preislàmics.
Poc després de la construcció hom va començar a fer-hi modificacions: el 1009 de la mà del califa al-Hàkim (996-1021), el 1125 el califa al-Àmir (1101-1130) i especialment el califa al-Hàfidh (1130-1149) que va aixecar una nova galeria d'arcades al voltant del pati central. Aquests arcs apuntats, característics de l'època, són diferents dels anteriors que eren de mig punt. D'aquesta època es conserven encara restes importants de la decoració d'estuc.

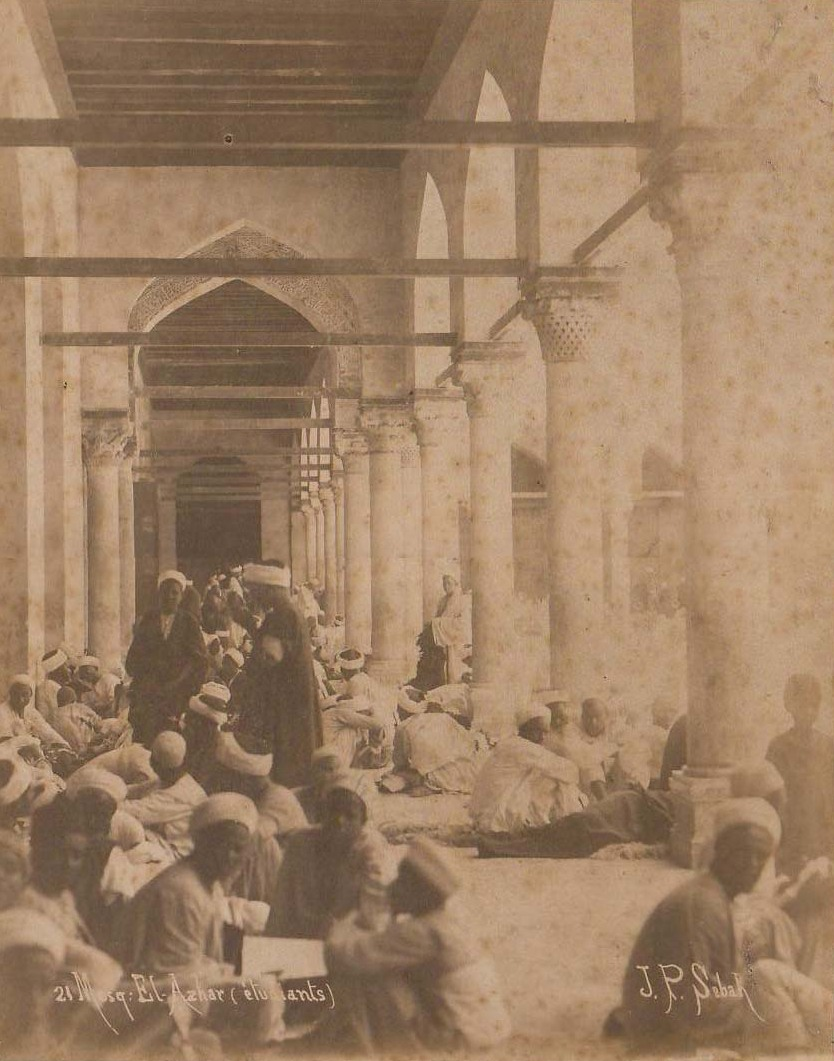
Interior de la mesquita en una foto de Pascal Sebah, dels anys 1880

A l'època aiúbida va perdre la condició de mesquita del divendres, que va passar a la mesquita d'al-Hàkim.
A l'època dels mamelucs es van fer modificacions importants. El 1266 el soldà Bàybars I (1260-1277) li va retornar l'oració del divendres. També va reconstruir totalment el minaret de l'entrada. El 1303 es van fer diverses restauracions motivades pel terratrèmol que va afectar la ciutat.

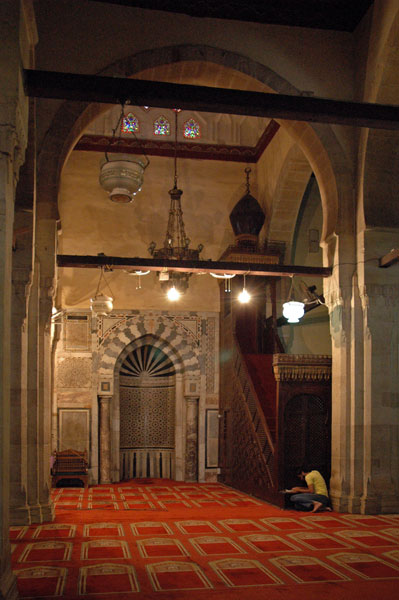
El mihrab

També a la mateixa època s'hi afegeixen tres madrasses: la primera, patrocinada per Bàybars II en 1309-1310, s'ha modificat posteriorment, la segona en 1339-1340 impulsada per l'emir Aqbughà, amb el seu minaret propi. La tercera de caràcter funerari, de l'època de Jàwhar al-Qanqabaí, aixecada el 1440.
En 1397 el soldà Adh-Dhàhir Barquq aixeca un nou minaret, que ha de ser refet completament dos cops, el 1424 i encara més endavant. El soldà Al-Àixraf Qàït-bay (1468-1496) va aixecar un nou minaret. En 1510 el soldà Qànsawh al-Ghawrí (1501-1516) construeix el minaret doble, que encara es conserva.
En època otomana, també es van fer modificacions a la mesquita, notablement per obra del prolífic constructor Abd-ar-Rahman Katkhudà. Aquest porta a terme en 1753 una important ampliació de la sala d'oracions, allargant-la pel darrere del mihrab primitiu, de manera que aquest queda ara al bell mig de la sala d'oracions. També hi afegeix una nova façana amb una doble porta, exteriorment decorada amb cura. També fa modificacions a les façanes secundàries i finalment hi afegeix el seu propi mausoleu.